# جک دایموند (بازیکن فوتبال، زاده ۱۹۱۰)
جک دایموند (انگلیسی: Jack Diamond; ۳۰ اکتبر ۱۹۱۰ – ۸ ژوئیهٔ ۱۹۶۱) بازیکن فوتبال بود.
از باشگاه‌هایی که در آن بازی کرده‌است می‌توان به باشگاه فوتبال ساوتپورت اشاره کرد.